# Копальня Ал-Рам
Копальня Ал-Рам — рудний майданчик з видобутку хромітів на півночі Оману (за сім десятків кілометрів на південь від Маскату).
На півночі Оману виявлені зазвичай невеликі, але численні родовища хромітів (є відомості, що в країні розробляли чи розробляють десятки хромітових рудників). Не пізніше 2009-го компанія Al Tamman Trading узялась за розробку родовища Ал-Рам, з якого на той час вилучали 12 тисяч тонн руди на місяць (проєктна річна потужність копальні оцінювалася як 200 тисяч тонн). Розробка велась відкритим способом.
Руда первісно спрямовувалась на експорт, а з 2013-го її споживачем міг бути феросплавний завод у Сухарі, серед власників якого була Al Tamman Trading.
Запаси родовища оцінювались в 1 млн тонн. Як показують дані геоінформаційних систем, наразі на місці кар'єру утворилося озеро.